# .cm
A .cm Kamerun internetes legfelső szintű tartomány kódja, melyet 1995-ben hoztak létre. Kötöttek egy megállapodást, hogy az ezen a címen nem regisztrált oldalak automatikusan átugranak az azonos nevű .com oldalakra, így könnyítve meg az elütések javítását.